# Bruntál (nádraží)
Bruntál (dříve též německy Freudenthal) je železniční stanice v severovýchodní části okresního města Bruntál v Moravskoslezském kraji poblíž Černého potoka. Leží na jednokolejných neelektrizovaných tratích Olomouc–Opava a Bruntál – Malá Morávka (osobní doprava byla přerušena v letech 2009-2019).

## Historie
Stanice s názvem Freudenthal byla vybudována společností Moravsko-slezská ústřední dráha (MSCB) na trati primárně spojující Olomouc a Opavu, podle univerzalizovaného stavebního vzoru. 1. listopadu 1872 byl uveden do provozu úsek trasy z Krnova do stanice Opava západ. 31. května 1901 otevřela společnost Císařsko-královské státní dráhy (kkStB) odbočné spojení s Malou Morávkou. Na přelomu 19. a 20. století byla na severní straně původní stanice postavena nová honosná výpravní budova.[zdroj?]
V letech 1914–1918 se používal název Freudenthal i. Österreichisch Schlesien, poté bylo zavedeno české pojmenování Bruntál, výjimkou byly pouze roky 1938 až 1945, kdy se stanice jmenovala německy Freudenthal (Altvater).
V roce 1988 bylo ve stanici aktivováno staniční reléové zabezpečovací zařízení typu TEST C se závislými stavědly.

## Popis
Nacházejí se zde čtyři jednostranná nekrytá nástupiště, k příchodu k vlakům slouží přechody přes kolejiště. Opravy nádraží byly dokončeny v roce 2015.[zdroj?]

## Provoz osobní dopravy
Vlaky ČD a zastávka jsou součástí ODIS a jsou obsluhovány linkami Esko S10 a R27. V roce 2023 ve stanici zastavovaly osobní vlaky a rychlíky ve směrech Krnov, Malá Morávka, Moravský Beroun, Olomouc hlavní nádraží, Opava východ, Ostrava hlavní nádraží, Ostrava-Svinov, Ostrava střed a Rýmařov.